# Ulrich Mühe
Friedrich Hans Ulrich Mühe (født 20. juni 1953, død 22. juli 2007) var en tysk film-, tv- og teaterskuespiller kendt bl.a. for sin rolle som Stasi-agenten Gerd Wiesler i den Oscarvindende film De andres liv fra 2006. Mühe døde af mavekræft i 2007.